# キム・ロンジノット

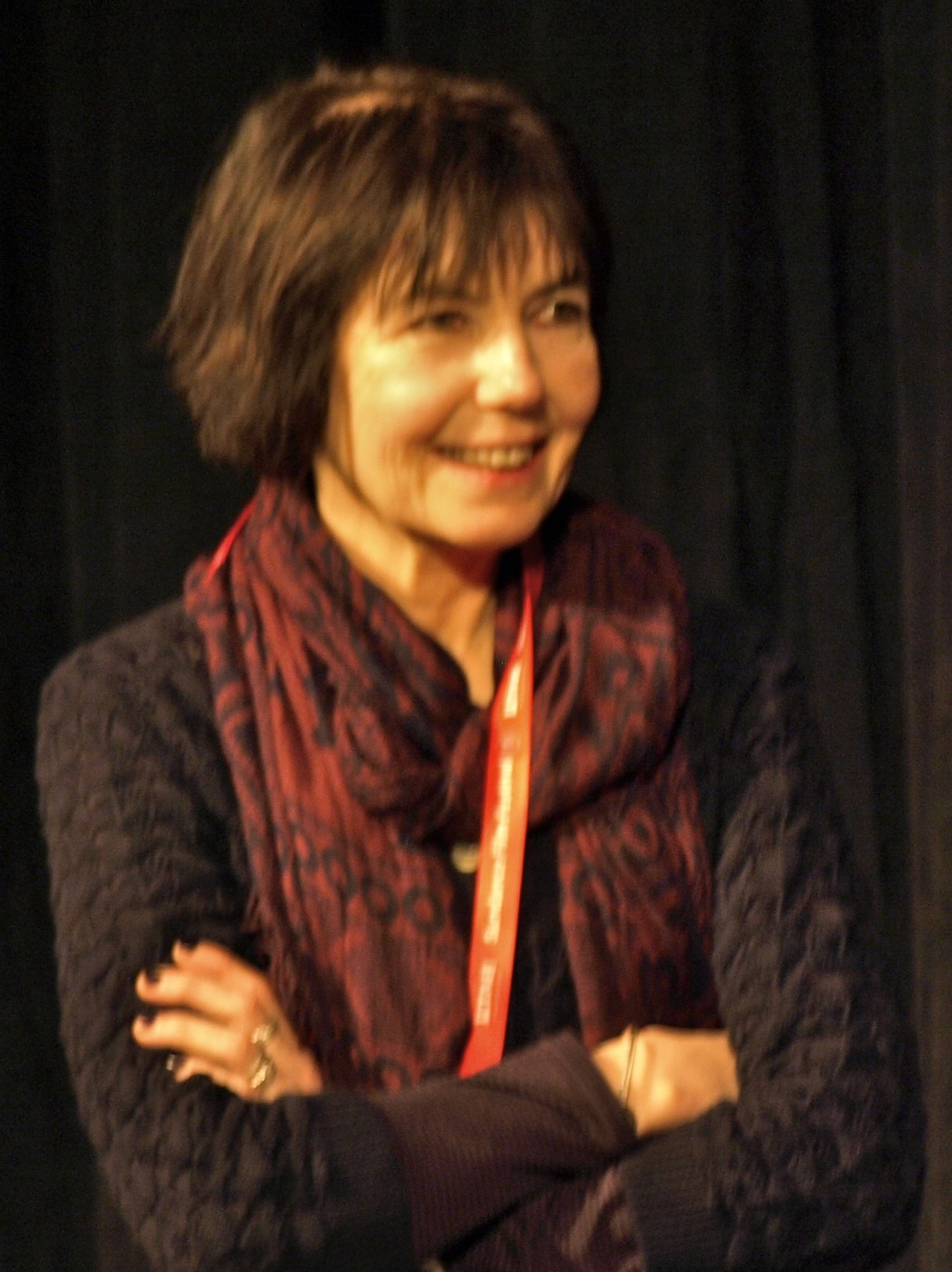
キム・ロンジノット

キム・ロンジノット（Kim Longinotto, aka Kim Longinotto Landseer、1952年 - ）は、英国ロンドン生まれのドキュメンタリー映画作家、フェミニスト。

## 人物
女性が置かれた抑圧や差別による苦難や、苦難に抗する女性の生き方を描く。女性のみのチームで製作することで知られる。代表作は『幻舟』、『新宿ボーイズ』、『イラン式離婚狂想曲』、Sisters in Law （カンヌ受賞作）。これまで被写対象となった国は英国、日本、イラン、ケニア。

## プロフィール
イングランドのビーコンズフィールド (Beaconsfield) にある英国国立映画テレビ学校 (NFTS: National Film and Television School) 在学中の1972年、処女作 Pride of Place （高慢）を製作、自らがティーンエイジャー時代に経験したロンドン郊外バッキンガムシャー (Buckinghamshire) にある古くて外界から隔絶した寄宿舎における食事の劣悪さや不条理な罰則などを描き、寄宿舎の抑圧的な体質を痛烈に批判した。ロンジノットは17歳でこの寄宿舎から脱出したが、この作品で寄宿舎に対する報復を果たし、のちの作品にも見られる抑圧的な権威・息苦しい伝統への抵抗や、階級・ジェンダー・性（セクシュアリティ）・サブカルチャーなどへ傾斜する視点、あるいは人情味のある描写などは、この処女作品にも見られる。公開後、エディンバラやロンドン、シドニーなど多くの映画祭で上映された。ちなみにこの作品の公開一年後、寄宿舎は閉鎖され、廃止となっている。
その後ホームレス女性のドキュメンタリー、 Theatre Girls （劇場の少女たち）製作後、英国国立映画テレビ学校を卒業。ベルファストのカトリック女性を追った Cross and Passion （十字架と受難）、失業青年の記録映画 Underage （未成年）などのドキュメンタリー映画を手がける。
1986年、全員女性の映画製作会社「二十世紀ヴィクセン」(Twentieth Century Vixen - 二十世紀雌狐) を、同僚クレア・ハント (Claire Hunt) とともに設立、クレアと共同で Fireraiser （放火犯）を製作。
ロンジノットはロンドン在住の親しい友人に日本人パフォーミングアーティスト、カズコ・ホーキ (Kazuko Hohki、法貴和子、1952年 - ) がおり、日本には深い関心を持っている。黒澤明のファンでもあるロンジノットは、日本映画に登場する従順でおとなしい日本女性に親しみを持てず違和感があった。ある日ガーディアンに花柳幻舟について書かれた記事を読む。記事は、幻舟が日本舞踊の階級制（家元制）に抗議して師匠（家元）を刺し刑務所に服役したこと、独学で読み書きを学んでいることなどを伝えていた。ロンジノットは、日本にそのような女性が存在することなど思いもよらず「アメリカやイギリスで反逆者でいることすら難しいのに、日本みたいな場所ではそれがどれだけすごいことか……いったいこの女性はどんな人?」と思いをめぐらせ、なんとかして幻舟に会い、その映画を撮ろう、と来日を決意する。
訪日したロンジノットは、東京郊外13年間の在住期間中にNHKのコンサルタントを務めた経験を持つジャノ・ウィリアムズ（Jano Williams、1948年 - ）との共同監督で1989年、花柳幻舟のドキュメンタリー『幻舟』 (Eat the Kimono) を製作した。
その後も、日本を舞台とした、女性を対象としたドキュメンリーを何作も発表している。

## フィルモグラフィー
- 1978年 Pride of Place、Kim Longinotto Landseer（クレジットした監督名）
- 1979年 Theatre Girls
- 1981年 Cross and Passion
- 1983年 Underage
- 1985年 Fireraiser
- 1989年 『幻舟』 Eat the Kimono
- 1990年 『Hidden Faces（ヴェールに覆われた顔）』 Hidden Faces
- 1992年 『東京良妻』 The Good Wife of Tokyo
- 1993年 『ドリーム・ガールズ　宝塚歌劇団インサイド・ドキュメンタリー』 Dream Girls
- 1995年 『新宿ボーイズ』 Shinjuku Boys
- 1995年 『イラン式離婚狂想曲』 Divorce Iranian Style
- 2000年 『Gaea Girls ガイア・ガールズ』
- 2001年 Runaway
- 2002年 The Day I Will Never Forget
- 2005年 Sisters in Law